# نیل گوو
نیل گوو (انگلیسی: Neil Gough؛ زادهٔ ۱ سپتامبر ۱۹۸۱) بازیکن فوتبال اهل بریتانیا است.
از باشگاه‌هایی که در آن بازی کرده‌است می‌توان به باشگاه فوتبال همپتون و ریچموند بورو، باشگاه فوتبال لیتون اورینت، باشگاه فوتبال چلمزفورد سیتی، باشگاه فوتبال هیبریج، باشگاه فوتبال هرفورد یونایتد، و باشگاه فوتبال سنت آلبنز سیتی اشاره کرد.